# 莫雷縣 (奧克拉荷馬州)
莫雷縣（英語：Murray County）是美國奧克拉荷馬州南部的一個縣。面積1,101平方公里。根據美國2000年人口普查，共有人口12,623。縣治薩爾弗 (Sulphur)。
成立於1907年，縣名紀念第九任州長，綽號「苜蓿比爾」的威廉·亨利·戴維斯·摩雷 (William Henry Davis "Alfalfa Bill" Murray)。